# Urban Ferenčak
Urban Ferenčak (* 9. Januar 1992) ist ein ehemaliger slowenischer Mountainbiker.

## Sportlicher Werdegang
Urban Ferenčak wurde 2009 auf dem Mountainbike slowenischer Meister im Cross-Country der Juniorenklasse. 2010 nahm er an den Olympischen Jugend-Sommerspielen teil, das slowenische Team kam jedocht nicht unter die Top 8. Auf der Straße wurde er 2010 Dritter bei der nationalen Meisterschaft im Straßenrennen der Junioren hinter dem Sieger Andrej Rajšp. Außerdem wurde er Etappensiebter bei der Internationalen Junioren Radrundfahrt Oberösterreich.
2011 war Ferenčak Mitglied im slowenischen UCI Continental Team Radenska, hatte aber nur drei Renneinsätze auf der Straße. Sein Hauptaugenmerk galt dem Cross-Country, wo er bis 2013 wiederholt an Welt- und Europameisterschaften sowie im Mountainbike-Weltcup an den Start ging. International konnte er keine vorderen Platzierungen einfahren, national gewann er bei den slowenischen Meisterschaften 2014 die Silbermedaille im Cross-Country Eliminator.
Seit der Saison 2015 ist Ferenčak nicht mehr regelmäßig im Mountainbikesport aktiv, gelegentlich wird er bei einzelnen Rennen noch in den Ergebnislisten geführt.

## Erfolge – Mountainbike
2009
- Slowenischer Meister – Cross-Country XCO (Junioren)

## Teams
- 2011 Radenska